# Световраче
Вижте пояснителната страница за други значения на Свети Врач.
Световраче, още Светораче или Свети Врач (на македонска литературна норма: Светораче), е село в Северна Македония, в община Кичево.

## География
Селото е разположено в областта Рабетинкол в малка котловина между Челоица от запад и Песяк от изток.

## История
В XIX век Светораче е село в Кичевска каза на Османската империя. Църквата „Св. св. Козма и Дамян“ („Свети Врачи“) е от 1885 година. В „Етнография на вилаетите Адрианопол, Монастир и Салоника“, издадена в Константинопол в 1878 година и отразяваща статистиката на населението от 1873 година, Свето врач (Svéto-vratch) е посочено като село с 22 домакинства с 94 жители българи.
Според статистиката на Васил Кънчов („Македония. Етнография и статистика“) към 1900 година в Свети Врачи живеят 225 българи християни.
На Етнографската карта на Битолския вилает на Картографския институт в София от 1901 година Световрач е чисто българско село в Кичевската каза на Битолския санджак с 30 къщи.
Селото пострадва през Илинденско-Преображенското въстание.
Цялото християнско население на селото е под върховенството на Българската екзархия. По данни на секретаря на екзархията Димитър Мишев („La Macédoine et sa Population Chrétienne“) в 1905 година в Свети Врач има 240 българи екзархисти и в селото функционира българско училище.
При избухването на Балканската война в 1912 година един човек от селото е доброволец в Македоно-одринското опълчение.
След Междусъюзническата война в 1913 година селото попада в Сърбия.
На етническата си карта на Северозападна Македония в 1929 година Афанасий Селишчев отбелязва Свето Враче като българско село.
Според преброяването от 2002 година селото има 6 жители македонци.
От 1996 до 2013 година селото е част от община Вранещица.

## Личности
Родени в Световраче
- Арсо, сръбски четник до 1908 година, в 1910 година оглавил малка тричленна сръбска чета в Кичевско[10]
- Живко Н. Джорджевич (1903 – ?), народен представител, четник[11]
- Цветан Апостолов-Киже, български революционер, на Смилевския конгрес на ВМОРО е избран за член на Кичевското ръководното тяло през Илинденско-Преображенското въстание заедно с Георги Пешков, Ванчо Сърбака и Я. Петров[12]